# Uinta oreadella
Uinta oreadella là một loài bướm đêm trong họ Pyralidae.